# Silvana Pampanini
Silvana Pampanini (Roma, 25 settembre 1925 – Roma, 6 gennaio 2016) è stata un'attrice e personaggio televisivo italiana che ha goduto di una grande popolarità negli anni cinquanta.

## Biografia

### Inizi e carriera cinematografica

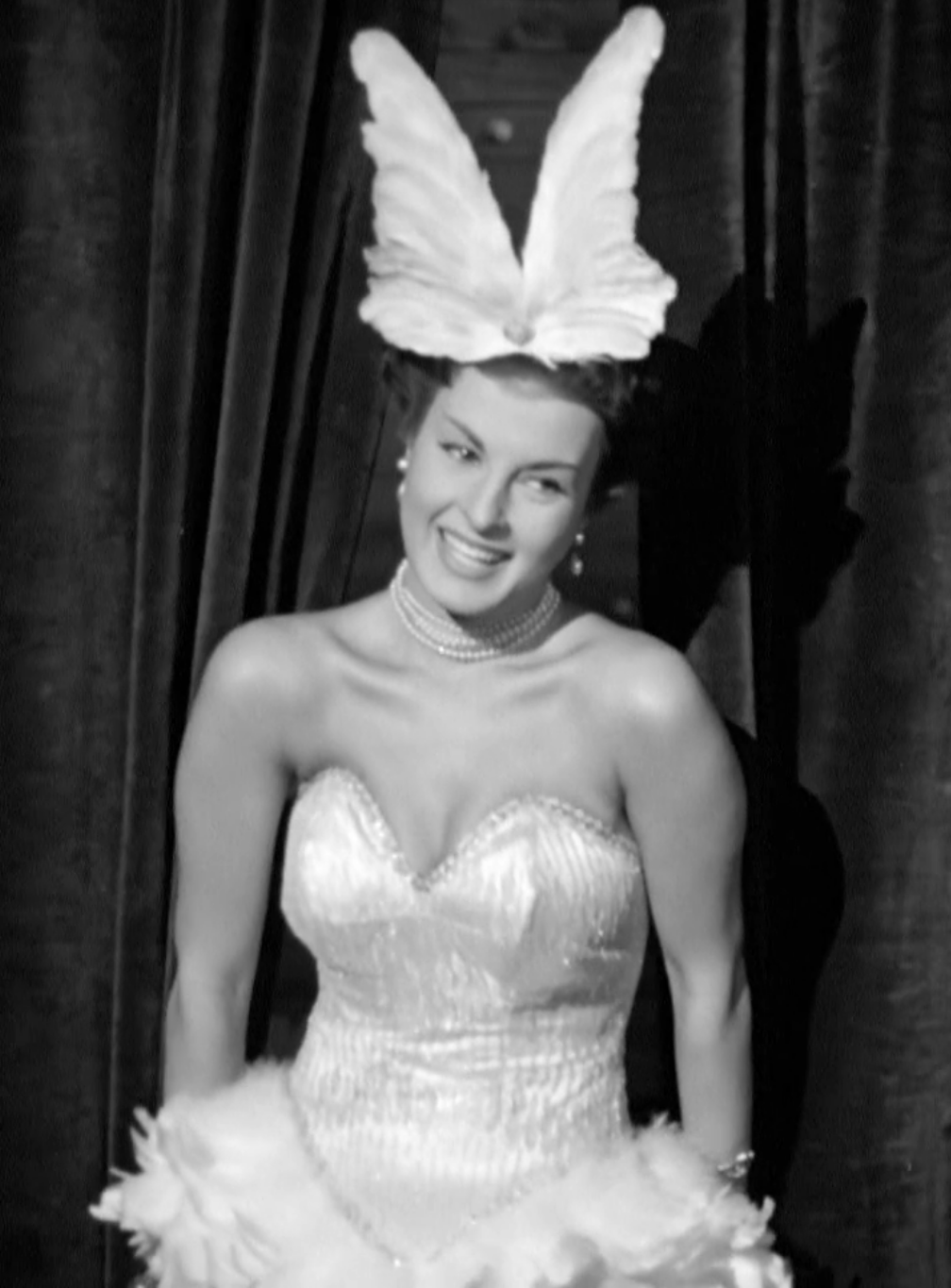
Silvana Pampanini nel film La paura fa 90 (1951)

Era la figlia di Olga Mariani e Francesco Pampanini, capo tipografo del quotidiano romano Momento-sera e pugile dilettante. Di famiglia di origine veneta, trapiantata a Roma da tre generazioni, lontana parente del celebre soprano Rosetta Pampanini, si diplomò all'istituto magistrale e al Conservatorio di Santa Cecilia. Era ancora una studentessa quando la sua insegnante di canto la iscrisse al concorso di Miss Italia rilanciato a Stresa nel settembre 1946 dopo una lunga pausa bellica: nonostante la vittoria di Rossana Martini, le vivaci proteste del pubblico determinarono una forte affermazione personale della giovane Silvana. Questo concorso di bellezza lanciò la Pampanini nel mondo del cinema: lei iniziò la carriera come interprete di pellicole musicali e acquisì una popolarità crescente anche tramite i settimanali illustrati e i cinegiornali. Il padre Francesco, inizialmente contrario alla carriera della figlia come attrice, lasciò il lavoro di tipografo e divenne il suo abile agente.

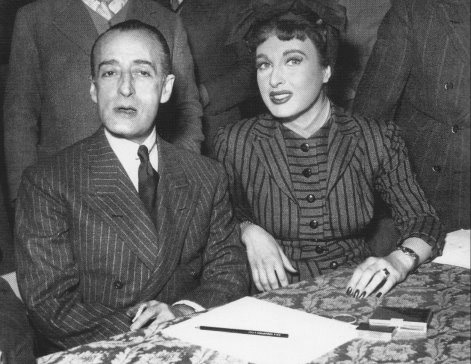
Silvana Pampanini negli anni cinquanta accanto a Totò

Nella prima metà degli anni cinquanta, poco prima che Sophia Loren e Gina Lollobrigida raggiungessero una grande notorietà, per una breve ma intensa stagione la Pampanini fu il simbolo più rappresentativo della bellezza italiana a livello mondiale, assieme a Lucia Bosè e Silvana Mangano. Arrivò a girare otto film in un anno, a volte lavorando su due set contemporaneamente. Al contrario delle colleghe lei aveva una solida preparazione musicale quindi fu ingaggiata anche per registrare, su dischi in vinile a 78 e poi a 45 giri, numerose canzoni che non sono mai state ripubblicate su supporti più moderni, eccezion fatta per alcuni brani reperibili in streaming audio.
Sul grande schermo la Pampanini apparve, spesso doppiata nel parlato ma raramente nel canto, insieme a tutti i migliori attori italiani del dopoguerra: Totò, Peppino De Filippo, Alberto Sordi, Vittorio De Sica, Marcello Mastroianni, Nino Manfredi, Vittorio Gassman, Walter Chiari, Amedeo Nazzari, Renato Rascel, Raf Vallone, Nino Taranto, Massimo Girotti, Ugo Tognazzi, Carlo Dapporto, Paolo Stoppa, Rossano Brazzi, Massimo Serato, Folco Lulli, Aroldo Tieri, Carlo Campanini, Tino Scotti. Fra i partner stranieri: Jean Gabin, Henri Vidal, Jean-Pierre Aumont, Raymond Pellegrin, Pierre Brasseur, Pedro Armendáriz e perfino Buster Keaton.
Negli anni cinquanta molti film con la Pampanini ebbero una distribuzione internazionale. I titoli più noti sono: I pompieri di Viggiù, che nel 1949 la rivelò al grande pubblico. Nel 1951 O.K. Nerone, suo primo successo internazionale nonché parodia di Quo vadis e Bellezze in bicicletta, in cui cantò una delle più celebri canzoni dell'epoca. Nel 1952 il pluripremiato Processo alla città e La presidentessa, tratto da una brillante pochade francese. Nel 1953 un riuscito episodio di Un giorno in pretura, per cui si lasciò invecchiare di 30 anni dal truccatore, e Noi cannibali, un melodramma strappalacrime a tinte fosche ambientato nella Civitavecchia del dopoguerra. Nel 1955 la commedia La bella di Roma di Luigi Comencini e il campione di incassi Racconti romani, da un soggetto di Alberto Moravia. Infine La strada lunga un anno di Giuseppe De Santis, candidato all'Oscar 1959 e vincitore del Globo d'oro, in entrambi i casi come miglior film straniero.

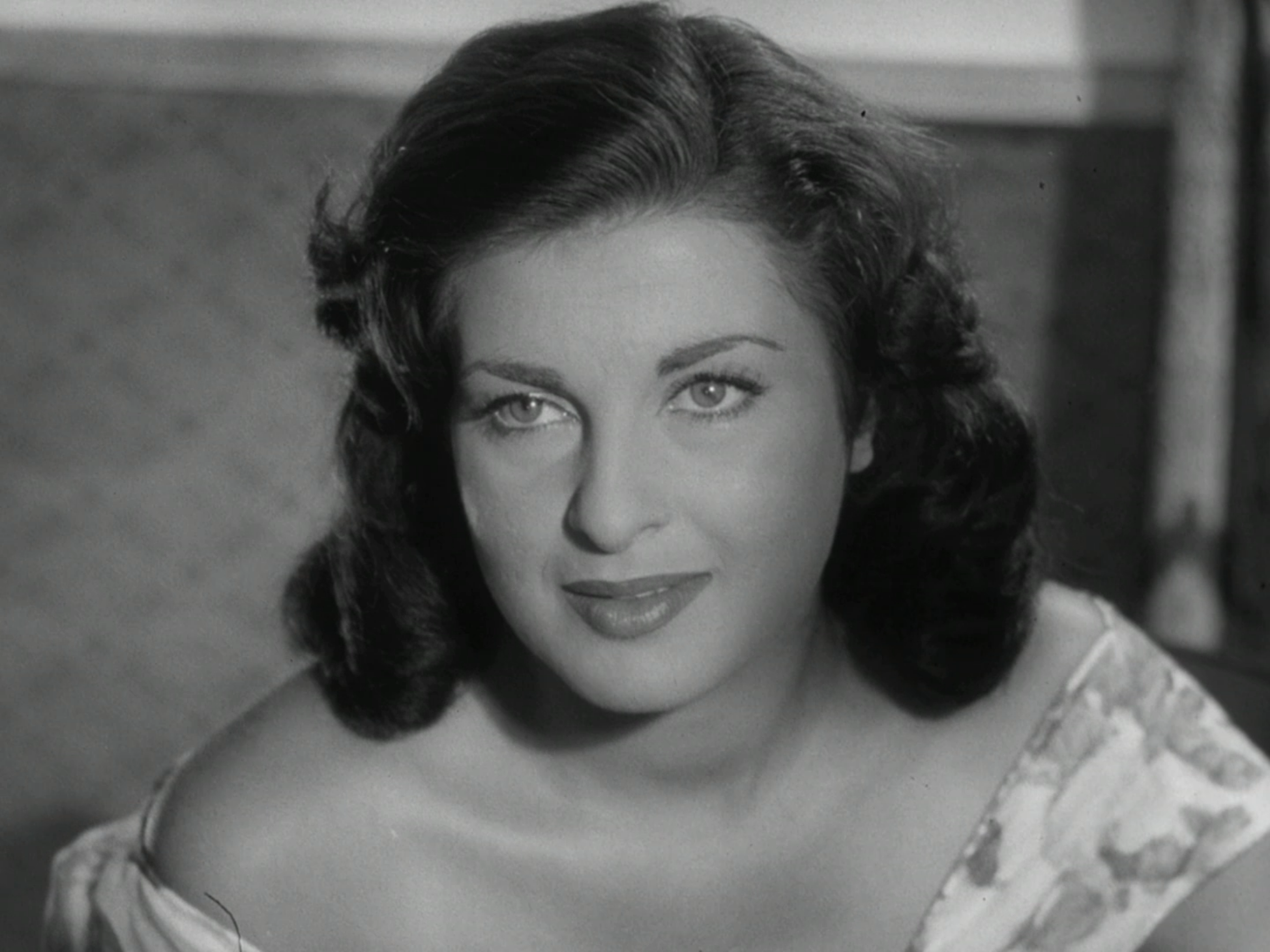
Silvana Pampanini nel film L'incantevole nemica (1953)

La Pampanini non concretizzò mai le proposte che le arrivarono da Hollywood ma lavorò in Francia dove fu soprannominata Ninì Pampan, in Spagna, Jugoslavia, Egitto, Argentina e soprattutto in Messico. Qui girò alcune pellicole mai uscite in Italia e prestò la sua immagine per la campagna pubblicitaria di prodotti alimentari locali (una marca di brandy e una di cioccolatini).
Ebbe anche brevi esperienze come regista e sceneggiatrice ma dal 1956 in poi nessun produttore o regista italiano le offrì dei ruoli come protagonista, quindi lei accettò alcuni film all'estero per poi dedicarsi a programmi radiofonici e televisivi. Già nel 1960 la sua folgorante ma meteorica carriera nel cinema poteva dirsi conclusa, tuttavia lei non uscì mai dalla scena pubblica. In qualità di membro ufficiale della delegazione italiana presenziò a numerosi festival cinematografici in tutto il mondo. Spesso apparve di persona come presentatrice o madrina di eventi culturali e commerciali, concorsi di bellezza, manifestazioni mondane o competizioni sportive. Per molti anni gestì anche la corrispondenza coi lettori nel quattordicinale Alta tensione.
Nel 1964 Dino Risi la diresse in Il gaucho, accanto a Vittorio Gassman ed Amedeo Nazzari, nella parte ferocemente autobiografica di una diva al tramonto che è alla patetica ricerca di un successo perduto e di un marito milionario: sul grande schermo sarà l'ultimo ruolo importante per l'attrice romana.
Nel 1966 Pampanini recita nella commedia Mondo pazzo... gente matta!, per la regia de Renato Polselli.
Nel 1966, dopo vent'anni di una carriera ormai sempre più occasionale, rinunciò del tutto al cinema per assistere i genitori ormai anziani con cui visse fino alla loro morte. Tornò sul grande schermo in un ultimo piccolo ruolo di prostituta bionda per un episodio di Mazzabubù... Quante corna stanno quaggiù? (1971) di Mariano Laurenti, dopodiché fece soltanto una breve apparizione nei panni di se stessa ne Il tassinaro (1983) di e con Alberto Sordi.

### Carriera televisiva
In Italia apparve regolarmente sul piccolo schermo fin dal 1951, epoca delle prime trasmissioni sperimentali; alla radio la sua voce si sentiva fin dal 1946. In un programma per nuovi talenti lanciò, tra gli altri, l'esordiente prestigiatore Silvan al quale diede il nome d'arte. Quando era all'apice della popolarità la Pampanini fu scritturata per vari programmi in diretta, soprattutto nei paesi dell'America Latina, in cui eseguiva numeri di ballo e canto. Nell'estate 1965 con Aroldo Tieri presentò il varietà con giochi di squadra Mare contro mare trasmesso dal Programma Nazionale (l'odierna Rai 1).
Il suo unico lavoro di prosa per la Rai risale al 1970 quando interpretò un ruolo secondario in una commedia di Gustave Flaubert ma per avere la parte fu costretta a sottoporsi a un provino. Nella miniserie Mediaset Tre stelle (1999) aveva il ruolo dell'anziana madre di Alba Parietti e nello stesso anno partecipò a Gratis (Rai 1), con Nicola Arigliano, Ambra Angiolini e Francesco Paolantoni. Nell'autunno 2002 fece parte del cast di Domenica in condotta da Mara Venier ma abbandonò il programma dopo soli due mesi.

### Ultimi anni

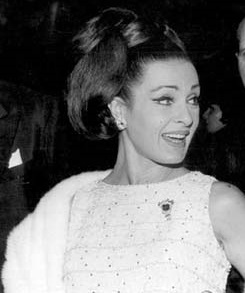
Silvana Pampanini nel 1965

Nel 1996 pubblicò l'autobiografia Scandalosamente perbene, in cui si paragona a Greta Garbo e interloquisce disinvoltamente con Pablo Neruda, Jacques Prévert e Federico García Lorca in un immaginario dialogo fra sommi artisti. Benché residente nel principato di Monaco da alcuni decenni, nell'aprile 2003 fu nominata Grande ufficiale dell'ordine al merito della Repubblica Italiana dal presidente Ciampi.
Il 4 maggio 2007 partecipò ai festeggiamenti per i 70 anni di Cinecittà e nel marzo 2008 polemizzò con il sindaco Walter Veltroni che non l'aveva invitata alla Festa del Cinema di Roma. In compenso, nell'aprile 2009 a Messina fu la madrina della Mostra del Cinema dello Stretto, che le tributò una calorosa accoglienza e un riconoscimento alla carriera.
Dopo 51 anni di assenza, nel 2009 tornò alla Mostra Internazionale d'Arte Cinematografica di Venezia per la proiezione in Sala Volpi della versione restaurata di Noi cannibali di Antonio Leonviola, pellicola inserita nella sezione Questi fantasmi 2 dedicata ai film italiani da rivalutare. In un'intervista del novembre di quell'anno il regista spagnolo Pedro Almodóvar dichiarò che lei era una delle attrici italiane con cui avrebbe desiderato lavorare. Recentemente altri suoi film, che si credevano perduti, sono stati restaurati e riproposti in formato DVD.
Il 25 ottobre 2015 l'attrice, colpita da un blocco renale, fu ricoverata in gravi condizioni e operata d'urgenza presso il policlinico Agostino Gemelli di Roma dove restò fino al 6 gennaio 2016, quando morì all'età di 90 anni. Dopo la camera ardente, allestita nella sala della Protomoteca del Palazzo Senatorio in Campidoglio, i funerali si svolsero l'8 gennaio nella basilica di Santa Croce a via Flaminia, con la partecipazione di molti amici, parenti e concittadini ma pochi volti dello spettacolo. È sepolta a Roma nel cimitero Flaminio.

## Vita privata
La stampa le attribuì flirt con un principe afgano (nel 1946 durante Miss Italia), Tyrone Power (a Roma l'anno dopo), Orson Welles (nel 1948), William Holden (ad Hollywood nel 1955), George DeWitt (a Cuba nel 1959), re Fārūq I d'Egitto, il tenore Giuseppe Campora, Omar Sharif e altri. Da parte sua l'attrice raccontava che il suo unico vero amore, un uomo con dieci anni più di lei, bello, ricchissimo, estraneo allo spettacolo e mai identificato, era morto nel 1952, un mese prima delle loro nozze già programmate, a causa della ricaduta di una malattia contratta durante la guerra.
L'attrice non si sposò mai e non ebbe figli, tuttavia ricevette e respinse numerose proposte di matrimonio, oltre all'assiduo corteggiamento di Totò nel 1950. Per molto tempo la Pampanini lasciò credere che la struggente canzone Malafemmena fosse dedicata a lei, quando in realtà fu ispirata dalla moglie da cui era separato il comico napoletano, come risulta dalla testimonianza della figlia e da un documento SIAE.

## Curiosità
- Fin dal 1986 nel comune di Roma, in zona Castel Giubileo, esiste una strada dedicata al soprano Rosetta Pampanini,[10] eppure, per errore, una targa posta all'incrocio con via Mario Del Monaco riporta la dicitura "via Silvana Pampanini".[11]
- Alla fine degli anni cinquanta inaugurò parte della Litoranea Salentina, nella zona di Pulsano (TA), che delimitava le due aree di un campeggio tra i più grandi d'Europa. Il luogo è conosciuto come Lido Silvana.
- Il Mago Silvan non ancora ventenne si faceva chiamare Saghibù. Passò al professionismo dopo essere stato battezzato con il nome d'arte Sylvan durante la trasmissione di Enzo Tortora Primo Applauso (talent show ante litteram del 1956) proprio da Silvana Pampanini.[8] che gli disse proprio una cosa del tipo: "Ho portato fortuna a tanti artisti. Prendi il mio nome, togliendo la A finale. Sono sicura che porterà fortuna anche a te." (in attesa delle parole corrette)

## Filmografia

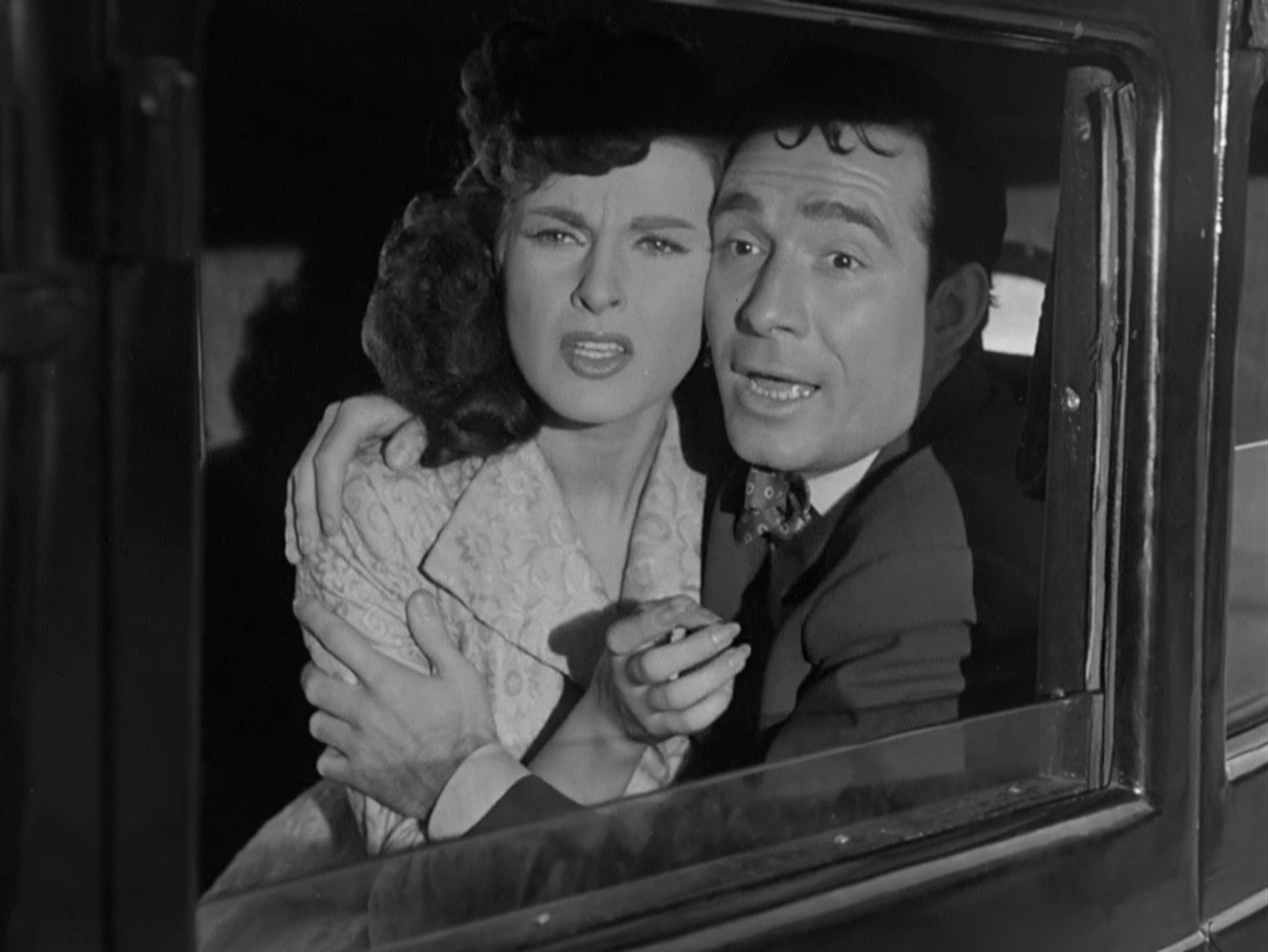
Silvana Pampanini e Ugo Tognazzi in Una bruna indiavolata! (1951)

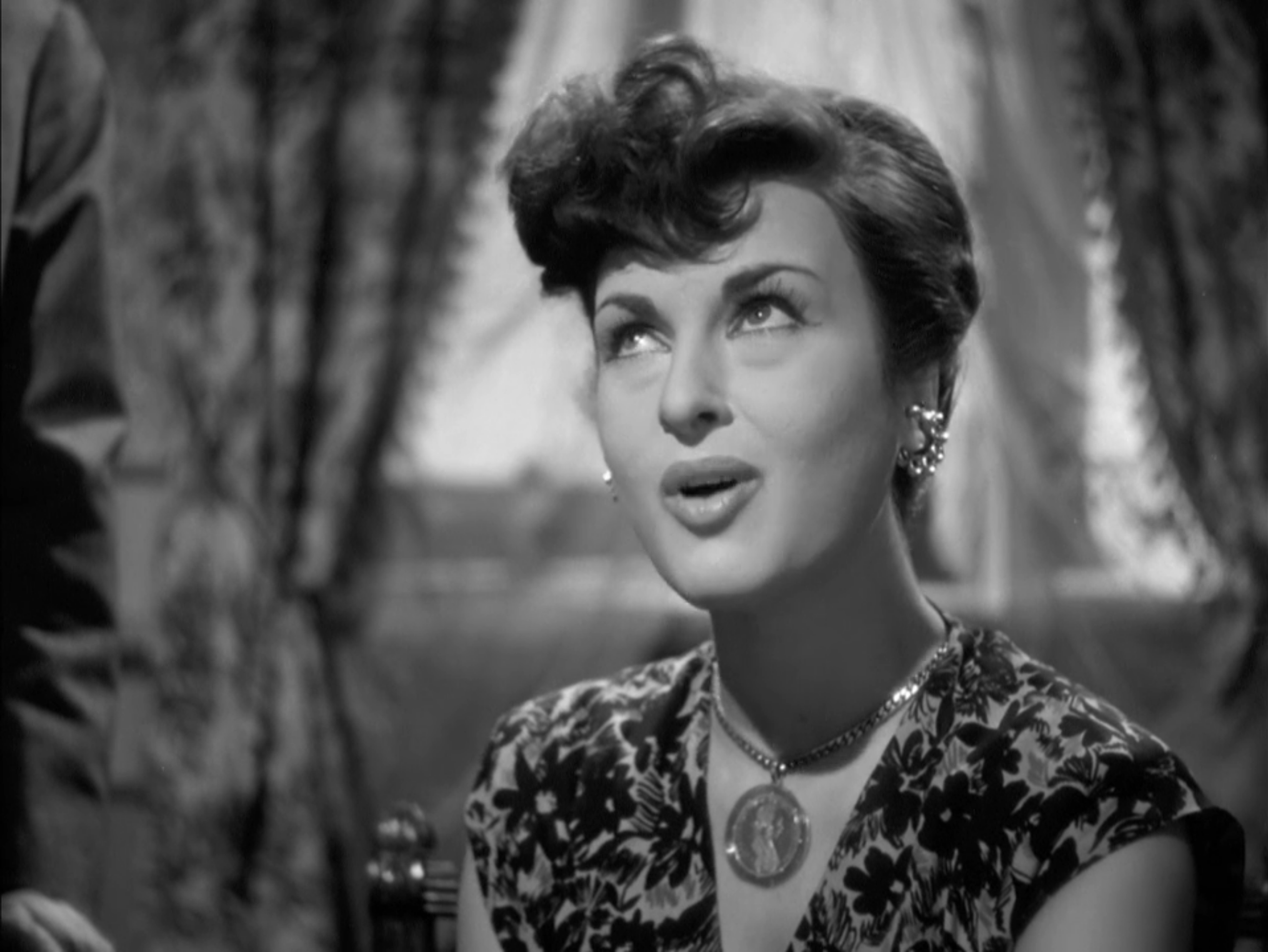
Silvana Pampanini in La paura fa 90 (1951)

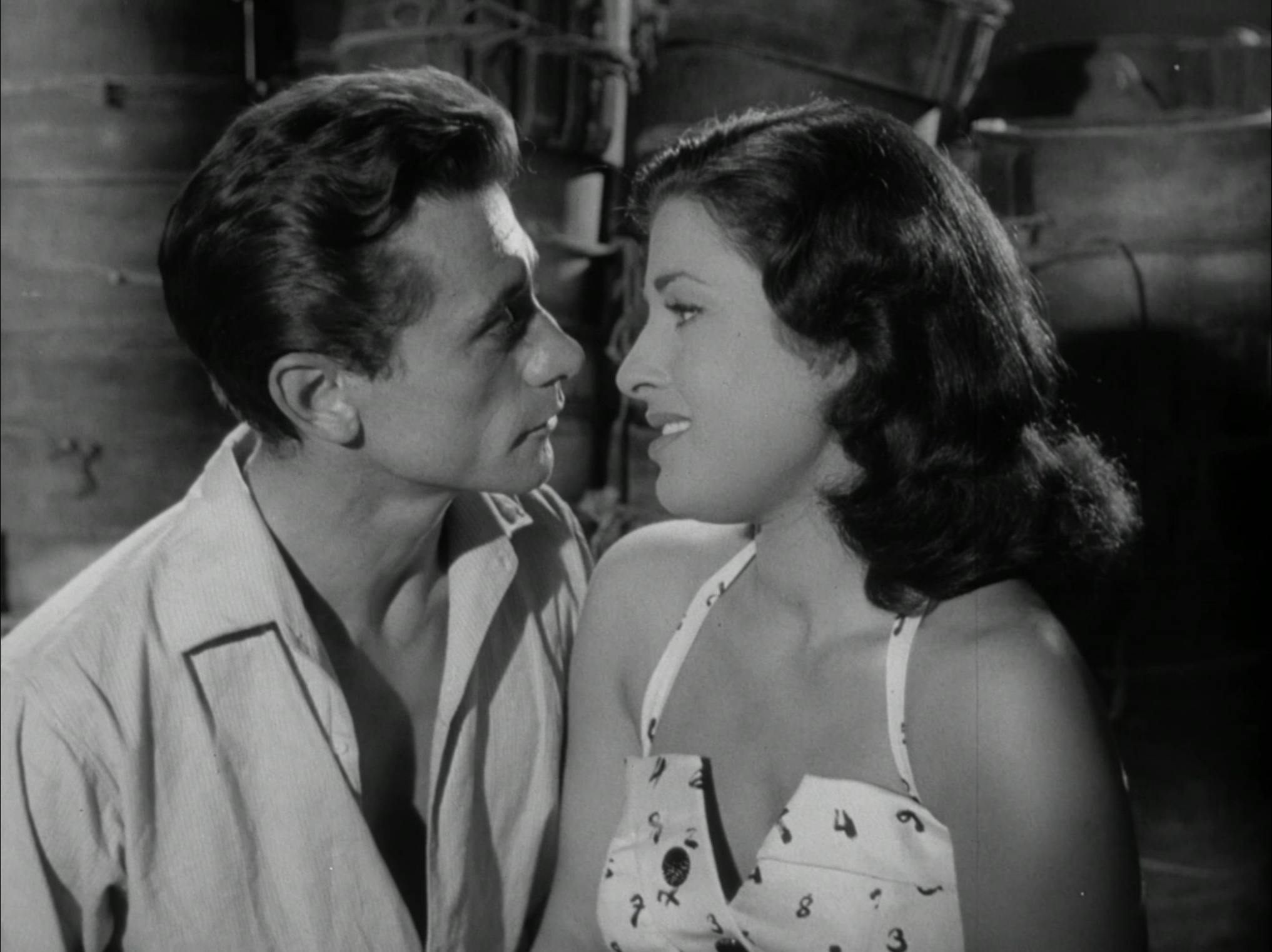
Silvana Pampanini e Robert Lamoureux in L'incantevole nemica (1953)

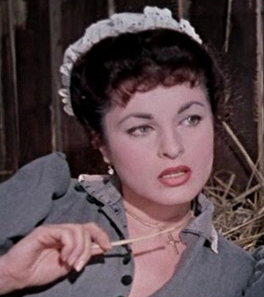
Silvana Pampanini in Allegro squadrone (1954)

- L'apocalisse, regia di Giuseppe Maria Scotese (1946) - non accreditata
- Il segreto di Don Giovanni, regia di Camillo Mastrocinque (1947)[2]
- Arrivederci, papà!, regia di Camillo Mastrocinque (1948)
- Il barone Carlo Mazza, regia di Guido Brignone (1948)
- Marechiaro, regia di Giorgio Ferroni (1949)
- Biancaneve e i sette ladri, regia di Giacomo Gentilomo (1949)
- Antonio di Padova, regia di Pietro Francisci (1949)
- I pompieri di Viggiù, regia di Mario Mattoli (1949)[2]
- Lo sparviero del Nilo, regia di Giacomo Gentilomo (1949)
- Gli spadaccini della serenissima (Black Magic), regia di Gregory Ratoff (1949)
- Il richiamo nella tempesta, regia di Oreste Palella (1950)
- È arrivato il cavaliere, regia di Steno, Mario Monicelli (1950)
- L'inafferrabile 12, regia di Mario Mattoli (1950)
- La bisarca, regia di Giorgio Simonelli (1950)
- 47 morto che parla, regia di Carlo Ludovico Bragaglia (1950)
- Bellezze in bicicletta, regia di Carlo Campogalliani (1951)
- O.K. Nerone, regia di Mario Soldati (1951)[2]
- Una bruna indiavolata, regia di Carlo Ludovico Bragaglia (1951)
- Tizio Caio Sempronio, regia di Marcello Marchesi, Vittorio Metz e Alberto Pozzetti (1951)
- Io sono il Capataz, regia di Giorgio Simonelli (1951)
- La paura fa 90, regia di Giorgio Simonelli (1951)
- Miracolo a Viggiù regia di Luigi Giachino (1951)
- Processo alla città, regia di Luigi Zampa (1952)
- La peccatrice dell'isola, regia di Sergio Corbucci (1952)
- Canzoni di mezzo secolo, regia di Domenico Paolella (1952) (un episodio)
- Le avventure di Mandrin, regia di Mario Soldati (1952)
- La donna che inventò l'amore, regia di Ferruccio Cerio (1952)
- La tratta delle bianche, regia di Luigi Comencini (1952)
- La presidentessa, regia di Pietro Germi (1952)
- Viva il cinema!, regia di Enzo Trapani (1952) (un episodio)
- Vortice, regia di Raffaello Matarazzo (1953)
- Noi cannibali, regia di Antonio Leonviola (1953)
- Un marito per Anna Zaccheo, regia di Giuseppe De Santis (1953)[2]
- Canzoni, canzoni, canzoni, regia di Domenico Paolella (1953) (un episodio)
- Koenigsmark, regia di Solange Térac (1953)
- Bufere, regia di Guido Brignone (1953)
- L'incantevole nemica, regia di Claudio Gora (1953)
- La schiava del peccato, regia di Raffaello Matarazzo (1954)
- Un giorno in pretura, regia di Steno (1954)
- Allegro squadrone, regia di Paolo Moffa (1954)
- Dopoguerra 1920, episodio di Amori di mezzo secolo, regia di Mario Chiari (1954)
- Il matrimonio, regia di Antonio Petrucci (1954)
- Orient Express, regia di Carlo Ludovico Bragaglia (1954)
- La principessa delle Canarie, regia di Paolo Moffa (1955)
- Canzoni di tutta Italia, regia di Domenico Paolella (1955) (un episodio)
- La torre del piacere, regia di Abel Gance (1955)
- La bella di Roma, regia di Luigi Comencini (1955)[2]
- Racconti romani, regia di Gianni Franciolini (1955)
- Kyriakatikoi iroes (1956)
- La legge della strada (La loi des rues), regia di Ralph Habib (1956)
- Saranno uomini, regia di Silvio Siano (1957)
- Melodie a Sant'Agata (1958) (cortometraggio documentaristico, solo produttrice e regista)
- La strada lunga un anno, regia di Giuseppe De Santis (1958)[2]
- Gayarre (1958) (scene tagliate)
- Sed de amor (1959)
- Il terrore dei mari, regia di Domenico Paolella (1961)
- Mariti a congresso, regia di Luigi Filippo D'Amico (1961)
- La spada dell'Islam (Wa Islamah), regia di Enrico Bomba e Andrew Marton (1961)
- Napoleoncito (1964)
- Il gaucho, regia di Dino Risi (1964)
- Mondo pazzo... gente matta!, regia di Renato Polselli (1966)
- Tres mil kilometros de amor (1967)
- Mazzabubù... Quante corna stanno quaggiù?, regia di Mariano Laurenti (1971) (un episodio)
- Il tassinaro, regia di Alberto Sordi (1983)
- Tiburzi, regia di Paolo Benvenuti (1996)
- Tre stelle (1999) fiction TV Mediaset

## Varietà televisivi
- Primo applauso, aspiranti alla ribalta, regia Pietro Turchetti (Programma Nazionale, 1956), conduttrice
- Il Musichiere (Programma Nazionale, 1959-1960), ospite
- Mare contro mare: giochi d'estate da costa a costa (Programma Nazionale, 1965), conduttrice
- Casta diva (1985)
- Gratis (Rai 1, 1999)
- Domenica in (Rai 1, 2002)

## Prosa televisiva Rai
- Il candidato di Gustave Flaubert, con Turi Ferro e Silvana Pampanini, regia di Maurizio Scaparro (1971)

## Doppiatrici
In molti suoi film la Pampanini è stata doppiata. Tuttavia l'attrice ha sempre dichiarato che si trattava della propria voce che lei stessa modificava secondo le necessità, rendendola irriconoscibile. Tra le sue doppiatrici si ricordano:
- Lydia Simoneschi in Marechiaro (dialoghi), Biancaneve e i sette ladri, Lo sparviero del Nilo, La bisarca, 47 morto che parla, L'inafferrabile 12, Io sono il Capataz, Noi cannibali, L'incantevole nemica, Il matrimonio
- Dhia Cristiani ne Le avventure di Mandrin, La donna che inventò l'amore, La tratta delle bianche, Bufere, Vortice, La schiava del peccato
- Renata Marini in Una bruna indiavolata, La paura fa 90
- Tina Lattanzi ne Il barone Carlo Mazza
- Andreina Pagnani in Antonio di Padova
- Adriana Parrella ne Il richiamo nella tempesta
- Nilla Pizzi in Processo alla città (canto)
- Clara Bindi in Un marito per Anna Zaccheo
- Benita Martini in Racconti romani
- Adriana De Roberto ne La principessa delle Canarie
- Gemma Griarotti ne La torre del piacere
- Rosetta Calavetta ne Il terrore dei mari

Nelle scene di canto, invece, è stata utilizzata la sua voce, con alcune eccezioni.